# Onthophagus tiniocelloides
Onthophagus tiniocelloides là một loài bọ cánh cứng trong họ Bọ hung (Scarabaeidae).